# Liste der Bodendenkmäler in Niederschönenfeld
Auf dieser Seite sind die Bodendenkmäler in der schwäbischen Gemeinde Niederschönenfeld zusammengestellt. Diese Tabelle ist eine Teilliste der Liste der Bodendenkmäler in Bayern. Grundlage ist die Bayerische Denkmalliste, die auf Basis des Bayerischen Denkmalschutzgesetzes vom 1. Oktober 1973 erstmals erstellt wurde und seither durch das Bayerische Landesamt für Denkmalpflege geführt wird. Die folgenden Angaben ersetzen nicht die rechtsverbindliche Auskunft der Denkmalschutzbehörde.

## Bodendenkmäler der Gemeinde

### Bodendenkmäler in der Gemarkung Feldheim
| Lage                                                                         | Objekt | Akten-Nr.     | Bild |
| ---------------------------------------------------------------------------- | --- | ------------- | ---- |
| Feldheim (Standort)                                                          | Siedlung vor- und frühgeschichtlicher Zeitstellung. | D-7-7231-0071 |      |
| Feldheim (Standort)                                                          | Siedlung vor- und frühgeschichtlicher Zeitstellung. | D-7-7231-0072 |      |
| Feldheim (Standort)                                                          | Siedlung vor- und frühgeschichtlicher Zeitstellung. | D-7-7231-0073 |      |
| Feldheim (Standort)                                                          | Grabhügel vorgeschichtlicher Zeitstellung. | D-7-7231-0096 |      |
| Feldheim Hauptstraße 12 (Standort)                                           | Mittelalterliche und frühneuzeitliche Befunde im Bereich der katholischen Pfarrkirche St. Georg in Feldheim.                                                | D-7-7231-0210 |      |
| Feldheim Abteistraße 21; Feldheimer Straße 1; Feldheimer Straße 3 (Standort) | Mittelalterliche und frühneuzeitliche Befunde im Bereich des ehemaligen Zisterzienserinnenklosters Niederschönenfeld. Siehe auch: Kloster Niederschönenfeld | D-7-7231-0212 |      |
| Feldheim (Standort)                                                          | Befestigungsanlagen der frühen Neuzeit an der Lechbrücke.                                                                                                   | D-7-7231-0213 |      |